# Cementerio de Ďáblice
El Cementerio de Ďáblice (en checo: Ďáblický hřbitov) es un cementerio en el distrito municipal de Ďáblice, Praga. 
El cementerio fue inaugurado en 1914 y aquí se encuentran más de 20,000 tumbas registradas. Además de tumbas individuales y familiares, hay alrededor de 70 fosas comunes que contienen los cuerpos de más de 14,000 personas en total. Desde 1943, checos ejecutados por los nazis o muertos mientras luchaban contra los nazis fueron enterrados allí; desde 1945, criminales nazis ejecutados y desde 1948 personas que fueron ejecutadas o murieron en prisiones comunistas. En 2014, el cuerpo de P. Josef Toufar fue identificado y exhumado de una de las fosas comunes en el curso de su beatificación. Existe una intención seria de declarar esta parte del cementerio como monumento nacional. Esta iniciativa se ve obstaculizada por la objeción de que, además de miles de víctimas del nazismo y cientos de víctimas del comunismo, las fosas comunes también contienen miles de cuerpos o partes de cuerpos de personas desconocidas que murieron en hospitales de Praga y posteriormente fueron utilizadas para autopsias patológicas o académicas.

## Historia

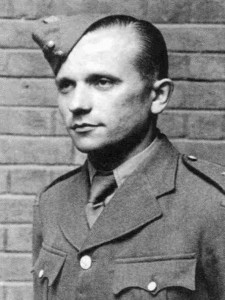
Jozef Gabčík

El gran cementerio fue construido entre 1912 y 1914 en estilo cubista según el proyecto del arquitecto Vlastislav Hofman.
Debido a la necesidad de reemplazar los cementerios existentes dentro de Praga y aliviar el cementerio central de Olšany, en 1922 la Comisión Estatal de Regulación propuso construir tres grandes cementerios en los alrededores de Praga. Para los residentes en la margen derecha del Vltava, en la parte noreste de Praga, serviría este cementerio de Ďáblice; para la parte sureste de Praga se planeó el cementerio en Chodovec y para la margen izquierda del Vltava el cementerio en Ruzyně en Dlouhá Míle. En julio de 1925, la Oficina de Regulación Municipal, en conformidad con la opinión de la Comisión Estatal de Regulación, determinó, además de su ubicación, la superficie, que debía alcanzar los 560,000 m².

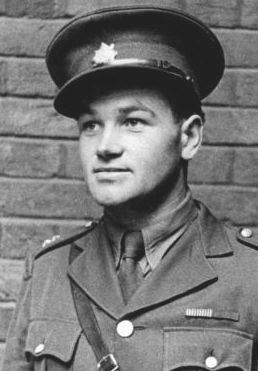
Jan Kubiš

### Entierros

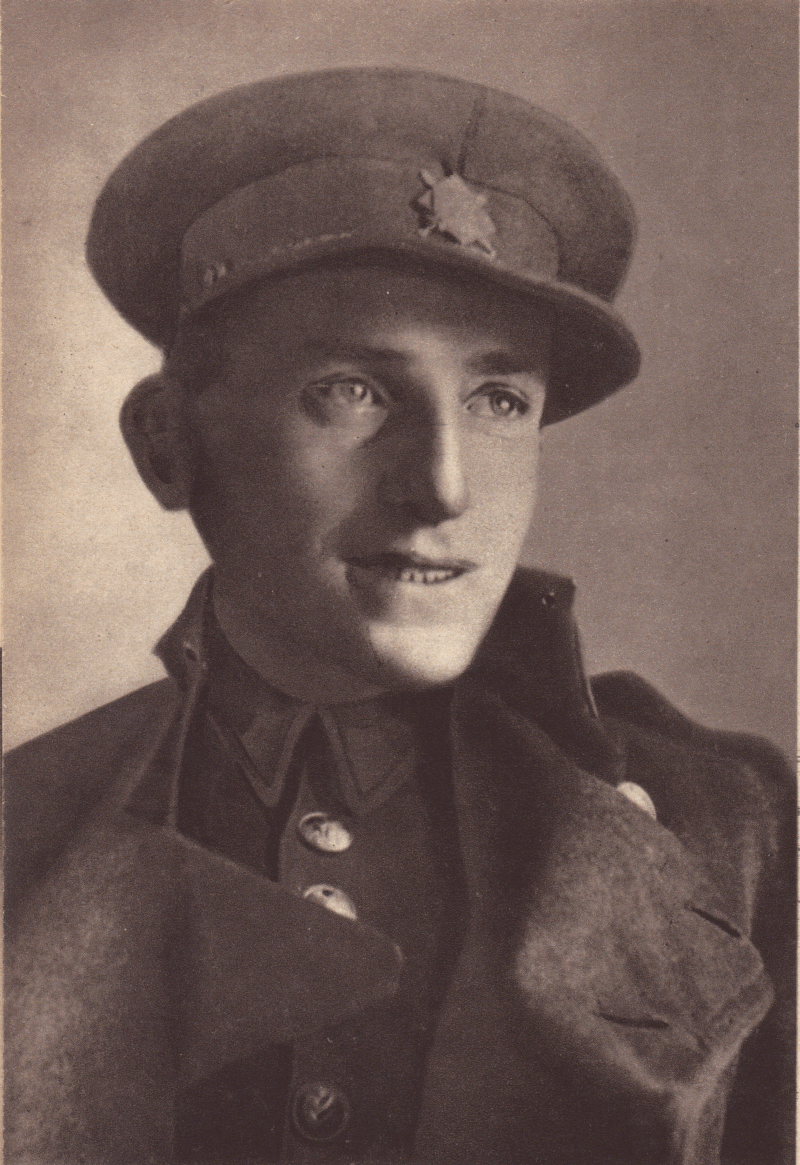
Václav Morávek

Aquí se encuentran más de veinte mil tumbas en fila registradas. En una tumba familiar está enterrado el poeta y traductor Kamil Bednář, su esposa Emilie Bednářová y su hermana Ludmila Jiřincová.
Además, desde 1943 se enterraron en fosas comunes restos de personas no identificadas, suicidas, restos humanos tras autopsias, etc. En tumbas sin nombre también están enterrados varios criminales nazis ejecutados, como K. H. Frank. En la parte central se encuentra el cementerio de honor de los partisanos yugoslavos e italianos de la Segunda Guerra Mundial y las víctimas de la Insurrección de Praga.
En la parte norte del cementerio se encuentra el cementerio de honor de las víctimas ejecutadas y torturadas del comunismo en los años 50, establecido en la década de 1990. Entre otros, aquí está enterrada la madre de los hermanos Mašín y otros. En el mismo lugar fueron enterrados también los combatientes caídos de la resistencia antinazi, como Jan Kubiš, Jozef Gabčík o Václav Morávek. Hasta el 2014 estuvo enterrado aquí en una fosa común Josef Toufar, sacerdote católico torturado hasta la muerte en 1950 bajo custodia (en 2014 fue exhumado y el 12 de julio de 2015 enterrado en su parroquia en Číhošť en Vysočina). Los salesianos tienen aquí una tumba común. También está enterrada aquí Anna Janatková. También enterrado en una fosa anónima en Ďáblice está el criminal de guerra nazi Karl Hermann Frank, enterrado después de su ejecución en 1946.

## Galería
El lugar de entierro de honor fue dedicado a las víctimas torturadas y ejecutadas de los años cincuenta (tercer movimiento de resistencia) en el cementerio de Ďáblice en Praga. El Cementerio de Honor fue construido cerca del muro norte del cementerio de Ďáblice en la década de los noventa del siglo XX, en el lugar donde fueron enterradas colectivamente las víctimas de la resistencia anticomunista.
|                       |
| Letrero de la entrada |

|               |
| Vista general |

|                     |
| Detalle del relieve |

|                   |
| Tumbas simbólicas |

## Curiosidades
En el año 1912, junto con el Cementerio de Ďáblice, se planeó la construcción de un nuevo cementerio municipal, el cementerio en Hostivař, pero este proyecto no se realizó. En ese mismo año, los Tranvías Eléctricos de la Ciudad Real de Praga empezaron a considerar la posibilidad de transportar féretros con tranvías eléctricos.